# شل (فیلم)
شل (انگلیسی: Shell) فیلمی در ژانر درام است که در سال ۲۰۱۲ منتشر شد.

## خلاصه فیلم
داستان درباره "شل" دختری است که به همراه پدر خود "پیت" در پمپ بنزینی دور افتاده در ارتفاعات اسکاتلند زندگی می‌کنند. آنها تلاش می‌کنند با یک عشق ناممکن مقابله کنند و...